# Lipoksin
Lipoksini su bioaktivni proizvodi izvedeni iz arahidonske kiseline. Oni ispoljavaju brojne proinflamatarne i antiinflamatorne efekte. Lipoksini su kratkotrajni endogeni neklasični eikozanoidi čija pojava je indikacija zapaljenja. Oni se obeležavaju sa LX, što je akronim za interakcione proizvode lipoksigenaze.
Poznata su dva lipoksina: lipoksin A4 (4) i lipoksin B4 (4). Još jedna analogna klasa, epilipoksini, se formira putem neenzimatske peroksidacije.

## Spoljašnje veze
- Lipoxins на 